# 金鎭圭
金 鎭圭（キム ジンギュ、김진규、1997年2月24日 - ）は、大韓民国のサッカー選手。大韓民国代表。ポジションはMF。

## クラブ歴
釜山アイパークの下部組織出身で、2015年1月にプロ契約を締結した。同年7月27日のKリーグ1で初出場初得点を記録し、同リーグの最年少得点記録を塗り替えた。その後崔允謙監督の下では3MFの左を務めたが、趙德濟監督になると中央にポジションを移し、昇格に貢献した。
2022年3月17日、全北現代モータースに完全移籍した。同月19日に移籍後初出場を記録した。翌年は兵役のために金泉尚武FCに期限付き移籍した。

## 代表歴
U-23代表としてAFC U-23選手権2020に参加し、東京オリンピック出場権を獲得、同大会にも出場した。
2022年1月15日に行われたアイスランド代表との親善試合に出場しA代表初出場、この試合でA代表初得点も記録した。